# Maksim Plotnikov
Maksim Dmitriévitch Plotnikov (en russe : Максим Дмитриевич Плотников) ou Maksim Dzmitryévitch Plotnikaw (en biélorusse : Максім Дзмітрыевіч Плотнікаў) est un footballeur international biélorusse né le 29 janvier 1998 à Pinsk. Il évolue au poste de gardien de but au Torpedo Jodzina.

## Biographie

### Carrière en club
Natif de Pinsk, Maksim Plotnikov démarre sa formation dans une école de sport de la même ville avant de rejoindre le centre de formation du Dinamo Minsk, où il fait ses débuts professionnels le 9 juillet 2017 lors d'un match de coupe de Biélorussie contre le FK Tchysts. Il est prêté peu de temps après au Luch Minsk, où il devient immédiatement le gardien titulaire et aide l'équipe à remporter la deuxième division. Son prêt est par la suite prolongé pour la saison 2018. Il n'y termine cependant pas l'année, étant prêté au Torpedo Jodzina lors de l'été jusqu'à la fin de saison.
Faisant son retour au Dinamo Minsk pour l'exercice 2019, Plotnikov y devient immédiatement le gardien titulaire et dispute la grande majorité des rencontres du club cette année-là, étant par ailleurs élu meilleur joueur de l'équipe pour la saison,.

### Carrière internationale
Maksim Plotnikov est appelé pour la première fois au sein de la sélection biélorusse par Mikhaïl Markhel au mois de septembre  2019 et connaît sa première sélection le 9 septembre lors d'un match amical contre le pays de Galles,.

## Statistiques
| Saison                | Club                   | Championnat           | Championnat | Championnat | Coupe(s) nationale(s) | Coupe(s) nationale(s) | Compétition(s) continentale(s) | Compétition(s) continentale(s) | Compétition(s) continentale(s) | Total | Total |
| Saison                | Club                   | Division              | M.          | B.          | M.                    | B.                    | Comp.                          | M.                             | B.                             | M.    | B.    |
| 2017                  | Dinamo Minsk           | D1                    | -           | -           | 1                     | 0                     | -                              | -                              | -                              | 1     | 0     |
| 2017                  | Luch Minsk (prêt)      | D2                    | 16          | 0           | -                     | -                     | -                              | -                              | -                              | 16    | 0     |
| 2018                  | Luch Minsk (prêt)      | D1                    | 8           | 0           | -                     | -                     | -                              | -                              | -                              | 8     | 0     |
| 2018                  | Torpedo Jodzina (prêt) | D1                    | 4           | 0           | 2                     | 0                     | -                              | -                              | -                              | 6     | 0     |
| 2019                  | Dinamo Minsk           | D1                    | 23          | 0           | 4                     | 0                     | C3                             | 2                              | 0                              | 29    | 0     |
| 2020                  | Dinamo Minsk           | D1                    | 14          | 0           | -                     | -                     | -                              | -                              | -                              | 14    | 0     |
| 2021                  | Dinamo Minsk           | D1                    | -           | -           | -                     | -                     | -                              | -                              | -                              | 0     | 0     |
| Total sur la carrière | Total sur la carrière  | Total sur la carrière | 65          | 0           | 7                     | 0                     | -                              | 2                              | 0                              | 74    | 0     |

## Palmarès
Luch Minsk
- Champion de Biélorussie de deuxième division en 2017.